# Capurodendron pervillei
Capurodendron pervillei là một loài thực vật có hoa trong họ Hồng xiêm. Loài này được (Engl.) Aubrév. mô tả khoa học đầu tiên năm 1962.